# Amenemhat (főpap)
Amenemhat (ỉmn-m-ḥ3.t) ókori egyiptomi pap; Ámon főpapja volt a XVIII. dinasztia idején, II. Amenhotep uralkodása alatt.
Apja Dzsehutihotep, aki wab-pap volt és Ámon sarukészítőinek felügyelője. Amenemhatot számos sírkúp említi, melyeket ma a londoni University College (UC 37551) és a New York-i  Metropolitan Művészeti Múzeum őriz. Emellett fennmaradt egy, a pályafutását leíró felirata Gebel esz-Szilszilében. Sírja valószínűleg a TT97, Thébában.
A főpapi székben elődje II. Menheperrészeneb volt, utódja Meri.

## Fordítás
- Ez a szócikk részben vagy egészben  az   Amenemhat (High Priest of Amun) című angol Wikipédia-szócikk ezen változatának fordításán alapul.  Az eredeti cikk szerkesztőit annak laptörténete sorolja fel. Ez a jelzés csupán a megfogalmazás eredetét és a szerzői jogokat jelzi, nem szolgál a cikkben szereplő információk forrásmegjelöléseként.